# Jan Szmańda
Jan Szmańda (ur. 29 marca 1886 w Kobylnikach, zm. 30 lipca 1919 w Bninie) – działacz społeczny i narodowy, publicysta, dziennikarz.

## Życiorys

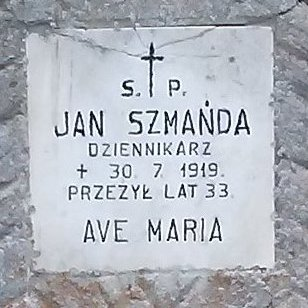
Tablica na nagrobku Jana Szmańdy w Bninie koło Kórnika

Był synem Franciszka i Anastazji z Laskowskich. Uczęszczał do gimnazjów w Trzemesznie i w Inowrocławiu. Pracował w „Gazecie Ostrowskiej” (1910), „Dzienniku Bydgoskim”, „Lechu”, gdzie był redaktorem (1913), „Kurierze Poznańskim”. Zmarł 30 lipca 1919 r. w Bninie, pozostawiając żonę oraz córkę. Został pochowany przy alei gdzie spoczywają księża parafii bnińskiej.

## Działalność
W 1909 r. był odpowiedzialny za redakcję „Małego Posłańca”, dodatku dla dzieci do „Dziennika Bydgoskiego”. Był współtwórcą pisma dla młodzieży „Przyjaciel Młodzieży”, które ukazywało się od kwietnia 1910 r., a celem jego było wychowanie młodego pokolenia w duchu patriotycznym. Brał on również udział w wiecach oświatowych, z których jeden odbył się 17 marca 1910 r. w Krempie. Wskazał tam na znaczenie piśmiennictwa dla narodu w odniesieniu do twórczości Adama Mickiewicza. Na innym z kolei wiecu w Bledzianowie 20 marca 1910 r. zwrócił uwagę na trzy potrzeby jakie Bóg zaszczepił w naturę ludzką: polepszanie bytu, dążenie do prawdy i piękna. Na wiecu w Lamkach 13 marca 1910 r. wskazał – w kontekście zaborów, że wskutek oświaty niektóre narody zdołały podźwignąć się z upadku i osiągnąć znaczącą pozycję na świecie.
Dbał on o używanie języka polskiego we wszystkich sferach aktywności ludzkiej w okresie zaborów, za co był prześladowany, o czym świadczy - między innymi - mandat karny, który otrzymał podczas walnego zebrania filii robotników Zjednoczenia Zawodowego Polskiego. Celem działalności propagatorskiej był rozwój ekonomiczny Polaków pod zaborem Pruskim. Na „Wielkim wiecu w Gnieźnie” w niedzielę 8 grudnia 1912 r. odczytał rezolucję w sprawie poprawy bytu klasy średniej i rozwoju gospodarczego. Został skazany i wymierzono mu grzywnę w wysokości 100 marek w procesie „o wymuszenie i odczytanie rezolucji na wiecu, odbytym w Inowrocławiu przeciw wywłaszczeniu”.
W ramach działalności w Towarzystwie Czytelni Ludowych zakładał komitety powiatowe. Jako referent komisji sprawozdawczej T.C.L. apelował o akcje oświatowe wśród ludności miast i wsi, o rozpowszechnianie pism ludowych, a także o akcje reklamowe obejmujące telegramy narodowe z logo T.C.L. Za swoją działalność społeczną i publicystyczną był szykanowany. Między innymi w procesie 13 czerwca 1913 r. „o obrazę armii pruskiej” przed sądem ławniczym w Gnieźnie został ukarany grzywną 50 marek za odmowę składania zeznań i powołania się na tajemnicę dziennikarską.
Po zamknięciu w grudniu 1914 r. pisma „Lech”, wyjechał w 1915 r. do Niemiec, gdzie był słuchaczem ekonomii politycznej na uniwersytecie w Monachium. W 1916 r. był redaktorem w „Kurjerze Poznańskim”. Pod koniec 1918 r. pracował w wydziale prasowym przy Naczelnej Radzie Ludowej.
W latach 1917–1918 był członkiem zwyczajnym Towarzystwa Naukowego w Toruniu. W pierwszym kwartale 1919 r. był redaktorem Tygodnika Urzędowego Naczelnej Rady Ludowej.

## Rodzina
Jan Szmańda ożenił się z Marią Lisiecką (1891-1944)(późniejszą żoną Józefa Kisielewskiego - pisarza), która była działaczką TCL i pisarką. 24 lutego 1918 r. urodziła im się córka o imieniu Krystyna. Jan był szwagrem Arkadiusza Mariana Lisieckiego, późniejszego biskupa diecezji katowickiej.

## Publikacje
Polska myśl polityczna w zaborze pruskim, nakład księgarni św. Wojciecha, Poznań – Warszawa 1920